# V.10
V.10 – zalecenie CCITT (obecnie ITU-T), która specyfikuje charakterystyki elektryczne sygnałów dwukierunkowego symetrycznego interfejsu przesyłu danych (także opis gniazda i rozłożenie sygnałów na końcówkach) dla sygnałów o szybkości do 100 kbit/s. Rekomendacja ta wchodzi w skład (ale nie została opublikowana) standardów serii X jako X.26. Standard ten został po raz pierwszy zatwierdzony w roku 1976.
V.10 może współpracować z interfejsem V.28 pod warunkiem, że maksymalne napięcie sygnałów nie przekroczy 12 V.
Rekomendacja zaleca 37-końcówkowe złącza ISO 4902, co jest zgodne także z zaleceniem EIA RS-423.